# Arno Platzbecker
Arno Platzbecker (* 20. Oktober 1894 in Lövenich; † 14. Januar 1956 in Kaiserslautern) war ein deutscher Maler.

## Leben
Arno Platzbecker wurde 1894 in Lövenich im Rheinland als eines von sieben Kindern einer Zimmermannsfamilie geboren. Nach der Volksschulzeit absolviert er eine Lehre als Maler und Anstreicher bei der Firma Mathias Zündorf in Erkelenz. Im Jahre 1920 begann er ein Kunststudium an der Kunstakademie Düsseldorf. Studienreisen führten ihn nach Frankreich und Italien. Mit seiner ersten Frau Johanna, geborene Rottländer, lebte er einige Zeit in Dillenburg, bevor sie 1930 nach Kassel umzogen. Bei der Bombardierung der Stadt 1943 verlor Platzbecker sein gesamtes Hab und Gut, darunter alle seine künstlerischen Arbeiten. 1948 übersiedelte der mittlerweile verwitwete Künstler nach Kaiserslautern, wo er im gleichen Jahr seine zweite Frau Paula, geborene Lechner, heiratete. Ein Jahr darauf wurde er Mitglied in der Arbeitsgemeinschaft Pfälzer Künstler (APK). Platzbecker arbeitete in seiner Westpfälzer Wahlheimat bis zu seinem Tod im Jahr 1956 als Kunstmaler.

## Werk
Arno Platzbecker war hauptsächlich als Portrait- und Landschaftsmaler tätig, aber auch Genremalerei und Stillleben zählten zu seinem Repertoire. Stilistisch stand er dem Impressionismus nahe, was vor allem bei seinen lichtdurchfluteten, kunstvoll komponierten Landschaften deutlich wird. Bei seinen Stillleben zeigt sich auch Interesse an der expressionistischen Formensprache. „Auch bei religiösen Themen wie zum Beispiel dem Kreuzweg für die Wallfahrtskirche Maria Schulz verließ Platzbecker seinen impressionistisch-heiteren Stil und arbeitete mit expressivem Ausdruck und einer kontrastreichen Farbpalette.“

## Ausstellungen
- 2011 Arno Platzbecker, Villa Denis, Frankenstein (Pfalz)
- 2014 Arno Platzbecker zum 120. Geburtstag, Theodor-Zink-Museum, Kaiserslautern